# Afrika Bambaataa
Afrika Bambaataa, született Lance Taylor (New York, 1957. április 17. –) amerikai lemezlovas, énekes, zeneszerző, producer és aktivista, a hiphop zenei irányzat és szubkultúra egyik első képviselője. Az 1980-as és 1990-es években jelentetett meg leginkább slágereket. A breakbeat DJ stílus úttörője. Planet Rock: The Album című albuma bekerült az 1001 lemez, amelyet hallanod kell, mielőtt meghalsz című könyvbe.